# Sågträsket (Värmdö socken, Uppland, 657970-165832)
Sågträsket är en sjö i Värmdö kommun i Uppland och ingår i Norrström-Tyresåns kustområde. Precis söder on sjön passerar länsväg AB 667 (Fagerdalavägen).